# Einsatzgeschwader Mazar-e Sharif

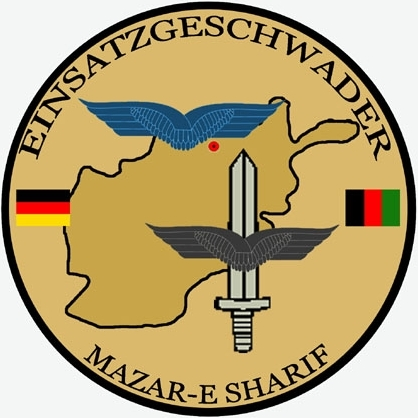
Wappen des EG MeS

Resolute Support

Das Einsatzgeschwader Mazar-e Sharif war ein temporärer Verband der Bundeswehr, der im Rahmen der Mission Resolute Support in der Nähe des Ortes Masar-e Scharif in Afghanistan stationiert war.

## Geschichte

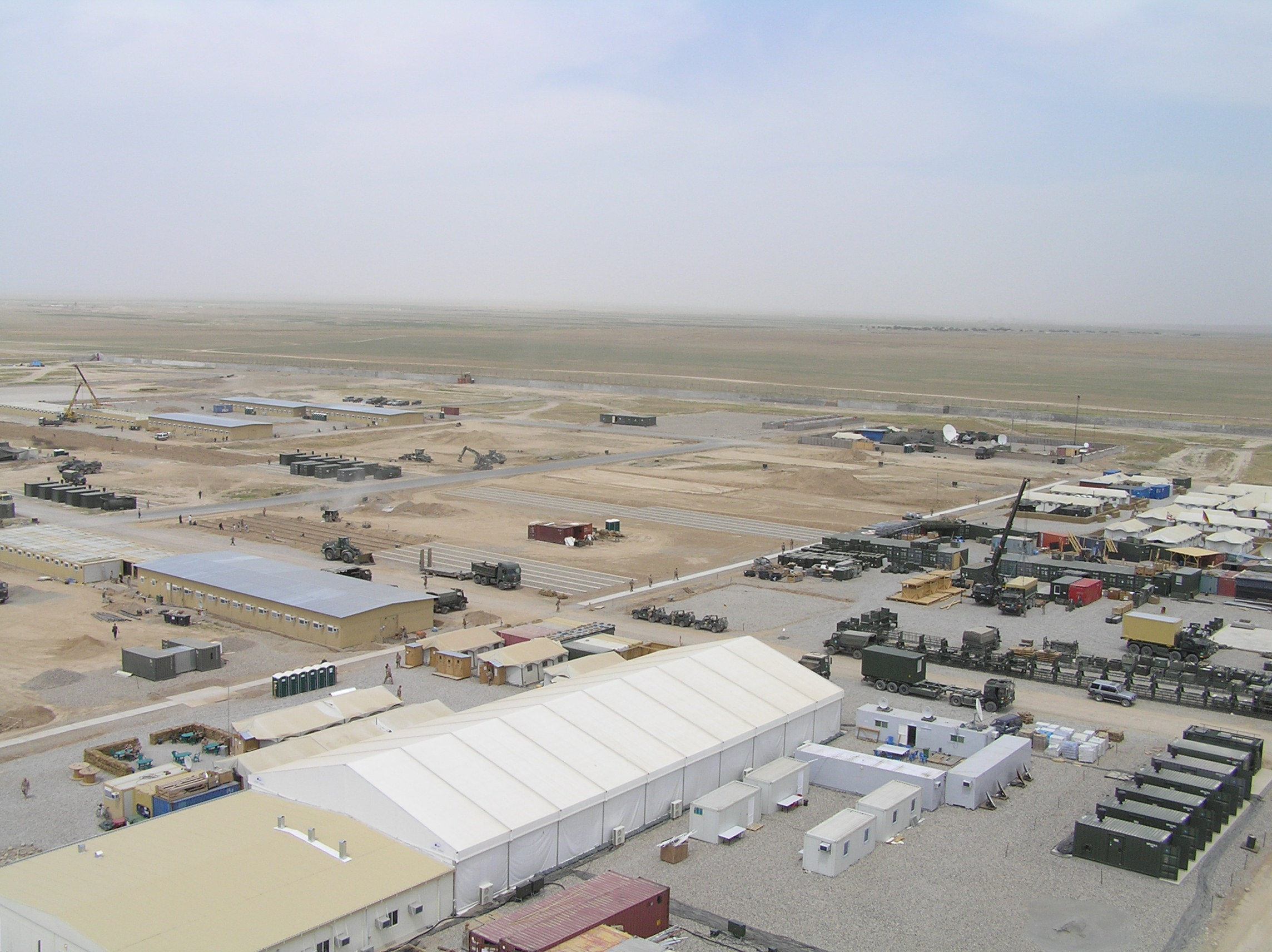
Feldlager Camp Marmal in der Nähe von Masar-e Scharif

Die Indienststellung des Einsatzgeschwaders Mazar-e Sharif (EinsG MeS) erfolgte am 1. Mai 2006. Zuvor hatte seit dem 3. November 2005 ein Aufbaukommando, das insbesondere aus Sicherungskräften, Kampfmittelbeseitigern und Luftwaffenpionieren bestand, vor allem die Infrastruktur und die Flugbetriebsflächen instand gesetzt. Zunächst bestand der Auftrag des Geschwaders darin, den Luftumschlag für Passagiere und Fracht für die Bundeswehr und Kräfte der ISAF sicherzustellen sowie den militärischen Teil des Flugplatzes zur Verlegung der Transporthubschrauber und -flugzeuge von Termez nach Mazar-e Sharif vorzubereiten. Entgegen der ursprünglichen Planung wurden nach dem Bundestagsbeschluss vom 9. März 2007. jedoch am 5. April 2007 erst sechs Aufklärungs-Tornados stationiert, die Verlegung der Transporter wurde aufgeschoben. Mit Eintreffen der Tornados verfügte das Einsatzgeschwader über seine ersten Luftfahrzeuge und neben der logistischen Unterstützung der Operationen in Afghanistan über einen neuen Auftrag, die Luftaufklärung im Auftrag des ISAF-Hauptquartiers in Kabul.
Zum 1. November 2007 wurden sechs Sikorsky-CH-53-GS-Hubschrauber und im August 2008 acht Transall C-160 aus dem usbekischen Termez nach Mazar-e Sharif verlegt. Mit der Nutzung von unbemannten Luftfahrzeugen vom Typ Heron 1 ab März 2010 hatte das Geschwader seinen größten Umfang. Mit dem Jahreswechsel 2014/2015 unterstützt das Einsatzgeschwader nunmehr die ISAF-Nachfolgemission Resolute Support.

## Organisation und Auftrag
Das Einsatzgeschwader Mazar-e Sharif setzt sich aus Personal und Material mehrerer Teilstreitkräfte und militärischer Organisationsbereiche zusammen und war in seiner zeitweisen Mischung aus Transport- und Kampfflugzeugen sowie unbemannten Luftfahrzeugen ein Novum in der Geschichte der Bundeswehr. Es untersteht national dem Einsatzführungskommando der Bundeswehr in Potsdam und wird durch einen Kommodore im Dienstgrad Oberst geführt, der durch einen Stab unterstützt wird. Das Geschwader gliedert sich in eine Einsatzgruppe, eine Einsatzunterstützungsgruppe und eine Objektschutzgruppe, die jeweils durch einen Kommandeur im Dienstgrad Oberstleutnant geführt werden.

### Einsatzgruppe
Die Aufgaben der Einsatzgruppe sind grundsätzlich mit denen einer Fliegenden Gruppe eines deutschen Geschwaders vergleichbar. Kernauftrag ist die Planung und Durchführung von Einsatzaufträgen. Im Bereich der Tornados umfasste dies Einsatzplanung und Durchführung von Aufklärungsflügen und anschließende Auswertung der Filme und Bilder. Dem Luftbildauswertepersonal stand hierfür eine Auswerteanlage (Recce Ground Station) zur Verfügung, die es ermöglichte, innerhalb kürzester Zeit erste Ergebnisse an den jeweiligen Auftraggeber über das ISAF-Hauptquartier bereitzustellen.
Die unbemannten Heron 1 werden aus einer Bodenstation, der sogenannten Advanced Ground Control Station (AGCS), durch einen Piloten, dem Air Vehicle Operator (AVO), und dem Sensorbediener, dem Payload Operator (PO), geführt. Die unbemannten Luftfahrzeuge übertragen Bilder und Filme in Echtzeit an die Einheiten vor Ort im Einsatzgebiet.
Der Auftrag der CH-53 GS und C-160 umfasste bis Ende 2014 in erster Linie die Sicherstellung der MedEvac-Fähigkeit rund um die Uhr mit zwei Hubschraubern CH-53 GS und einer Transall C-160, seitdem ausschließlich mit CH-53. Zusätzlich werden Personal- und Materialtransporte durchgeführt. Zur Unterstützung des Flugbetriebs bietet der Einsatzführungsdienst der Luftwaffe mit dem Luftraumüberwachungsradar (LÜR) einen radarunterstützten Fluginformationsdienst für An- und Abflüge an. Gemeinsam mit afghanischem Flugsicherungspersonal koordinieren und überwachen Fluglotsen den Flugbetrieb auf dem Flugplatz und innerhalb der Kontrollzone.

### Einsatzunterstützungsgruppe
Die Aufgaben der Einsatzunterstützungsgruppe umfassen die Logistik, einschließlich des Kraftfahrzeug-Einsatzes und der militärischen Passagier- und Frachtabfertigung, und die Luftfahrzeugtechnik mit Wartung und Instandsetzung der jeweiligen Waffensysteme. Um hierfür bestmögliche Bedingungen zu schaffen, wurden drei Flugzeughallen neu errichtet, die klimatisiert sind und durch einen leichten Überdruck im Inneren vor eindringendem Wüstenstaub weitestgehend geschützt sind.

### Objektschutzgruppe
Die Objektschutzgruppe, die sich hauptsächlich aus Personal des Objektschutzregiments der Luftwaffe zusammensetzt, ist für die Sicherung des Camp Marmal und die Abwehr von Angriffen zuständig. Hierfür werden neben der Bewachung auch Patrouillen im Umfeld des Flugplatzes durchgeführt. Unterstützung wird durch einen kroatischen Infanteriezug geleistet. Zusätzlich stellt die Objektschutzgruppe die Feuerwehrkräfte für den Brandschutz, die Flugplatzschadensbeseitigung/Startbahnschnellinstandsetzung und Kräfte für die Kampfmittelerkennung und -beseitigung.

### Strategischer Lufttransportstützpunkt Termez
Die Luftwaffe nutzt für Flüge nach Afghanistan nur Luftfahrzeuge mit Selbstschutzausstattung. Für den Luftfrachtumschlag sowie die Passagierabfertigung nach Landungen von Flugzeugen aus Deutschland (zum Beispiel A310) und dem anschließenden Weiterflug mit C-160 Transall oder gegebenenfalls mit CH-53 nach Afghanistan betreiben im usbekischen Termez rund 110 Soldaten den Strategischen Lufttransportstützpunkt Termez (Strat LTStp Termez). Dieser ging aus dem am 31. August 2008 aufgelösten Einsatzgeschwader Termez hervor.

### Luftfahrzeuge
Das Einsatzgeschwader Mazar-e Sharif betreibt unbemannte Luftfahrzeuge vom Typ Heron 1 sowie Hubschrauber des Musters CH-53 GS. Sechs Aufklärungs-Tornados, die ab 2007 zum Einsatz kamen, wurden am 27. November 2010 abgezogen. Von Dezember 2012 bis Mitte 2014 wurden vier Unterstützungshubschrauber Tiger nach Mazar-e Sharif verlegt. Ebenfalls kamen für kurze Zeit NH-90-Hubschrauber zum Einsatz. Ende 2014 wurden die verbliebenen C-160 aus dem Verband herausgelöst und nach Deutschland zurückverlegt.
Im Juni 2020 erflog die CH-53 die 22.222 Flugstunde im Einsatz. Ende Januar 2021 wurden die CH-53 nach 19 Jahren im Einsatz endgültig aus dem Einsatz herausgelöst und nach Deutschland zurückverlegt.

## Flughafen Mazar-e Sharif
Der Flughafen von Mazar-e Sharif liegt südöstlich der Stadt. Es handelt sich um einen zivilen Flugplatz, der durch das afghanische Verkehrsministerium betrieben und durch RS-Kräfte im Rahmen ihres Auftrags genutzt wurde.

## Rechtliche Grundlagen
Der Einsatz deutscher Streitkräfte erfolgt auf Grundlage der Resolutionen 1386 (2001), 1413 (2002), 1444 (2002), 1510 (2003), 1563 (2004), 1623 (2005) und 1707 (2006) des Sicherheitsrates der Vereinten Nationen. Das aktuelle, durch den Bundestag beschlossene Mandat des ISAF-Einsatzes der Bundeswehr endete am 31. Dezember 2014.